# Matt Graham (freestyleskiër)
Matt Graham (Gosford, 23 oktober 1994) is een Australische freestyleskiër. Hij vertegenwoordigde zijn vaderland op de Olympische Winterspelen 2014 in Sotsji en op de Olympische Winterspelen 2018 in Pyeongchang.

## Carrière
Graham maakte zijn wereldbekerdebuut op 14 januari 2010 in Deer Valley. Twee dagen later scoorde hij aldaar zijn eerste wereldbekerpunten. In februari 2013 behaalde de Australiër in Sotsji zijn eerste toptienklassering in een wereldbekerwedstrijd. Op de wereldkampioenschappen freestyleskiën 2013 in Voss eindigde Graham als vierde op het onderdeel moguls en als 38e op het onderdeel dual moguls. Tijdens de Olympische Winterspelen van 2014 in Sotsji eindigde de Australiër als zevende op het onderdeel moguls.
In januari 2015 stond Graham in Deer Valley voor de eerste maal in zijn carrière op het podium van een wereldbekerwedstrijd. In Kreischberg nam hij deel aan de wereldkampioenschappen freestyleskiën 2015. Op dit toernooi eindigde hij als tiende op het onderdeel dual moguls en als zestiende op het onderdeel moguls. Op 4 februari 2016 boekte de Australiër in Deer Valley zijn eerste wereldbekerzege. Op de wereldkampioenschappen freestyleskiën 2017 in de Spaanse Sierra Nevada eindigde Graham als tiende op het onderdeel dual moguls en als veertiende op het onderdeel moguls. Tijdens de Olympische Winterspelen van 2018 in Pyeongchang veroverde hij de zilveren medaille op het onderdeel moguls.
In Park City nam de Australiër deel aan de wereldkampioenschappen freestyleskiën 2019. Op dit toernooi sleepte hij de zilveren medaille in de wacht op het onderdeel moguls, op het onderdeel dual moguls eindigde hij op de negende plaats.

## Resultaten

### Olympische Winterspelen
| Jaar | Plaats      | Resultaten |
| ---- | ----------- | ---------- |
| 2014 | Sotsji      | 7e Moguls  |
| 2018 | Pyeongchang | Moguls     |

### Wereldkampioenschappen
| Jaar | Plaats        | Resultaten                 |
| ---- | ------------- | -------------------------- |
| 2013 | Voss          | 38e Dual Moguls 4e Moguls  |
| 2015 | Kreischberg   | 10e Dual Moguls 16e Moguls |
| 2017 | Sierra Nevada | 10e Dual Moguls 14e Moguls |
| 2019 | Park City     | 9e Dual Moguls · Moguls    |

### Wereldbeker
Eindklasseringen
| Seizoen   | Algm | MO     |
| --------- | ---- | ------ |
| 2009/2010 | 167e | 60e    |
| 2011/2012 | 154e | 34e    |
| 2012/2013 | 133e | 28e    |
| 2013/2014 | 108e | 22e    |
| 2014/2015 | 13e  | 5e     |
| 2015/2016 | 9e   | Zilver |
| 2016/2017 | 7e   | Brons  |
| 2017/2018 | 24e  | 5e     |
| 2018/2019 | 19e  | 5e     |
| 2019/2020 | 27e  | 5e     |

Wereldbekerzege
| Datum            | Plaats      | Onderdeel   |
| ---------------- | ----------- | ----------- |
| 4 februari 2016  | Deer Valley | Moguls      |
| 28 januari 2017  | Calgary     | Moguls      |
| 13 december 2020 | Idre Fjäll  | Dual Moguls |